# 萝宾·博克
萝宾·博克（英語：Robyn Boak，1955年4月13日—），澳大利亚女子田径运动员。她曾代表澳大利亚参加1974年英联邦运动会田径比赛，获得女子4×100米接力金牌和女子200米第七名。